# François Richard
François Richard   (1580 (Gregorià) - 22 d'octubre de 1650) fou un compositor francès daires cour.
A Airs de cour a quatre parties (1637) es menciona el plaer que Lluís XIII va trobar a la seva música. També va pertànyer a la música de la reina Anna d'Àustria com a llaütista.

## Obres
- Airs de cour amb tabulatura de llaüt 1637
- Airs de cour té quatre parts 1637
- Amarante Céline Scheen Eduardo Egüez, Flora 2010